# Бангма, Тристан
Тристан Бангма (нидерл. Tristan Bangma: род. 6 октября 1997, Драхтен, Фрисландия) ― нидерландский велогонщик, двукратный чемпион летних Паралимпийских игр 2016 в Рио-де-Жанейро и 2020 в Токио.

## Биография и спортивная карьера
Родился 6 октября 1997 года. Участвует в соревнованиях спортсменов с нарушением зрения.
На чемпионате мира UCI по пара-велоспорту на треке, проходившем в Монтикьяри (Италия), Бангма и Теун Малдер выиграли серебряную медаль в спринте в тандеме B, а также в гонке на время в тандеме B.
На летних Паралимпийских играх 2016 года в Рио-де-Жанейро, Бразилия, он выиграл золотую медаль в мужской гонке на время на 1 км со своим зрячим пилотом Теуном Малдером.
Он также выиграл серебряную медаль в шоссейной гонке на 109,3 км на Чемпионате мира UCI по пара-велоспорту 2017 года, который проходил в Питермарицбурге, Южная Африка. На чемпионате мира UCI по пара-велоспорту на треке, проходившем в Рио-де-Жанейро, Бразилия, он выиграл в общей сложности три медали: одну серебряную и две бронзовые медали.
На чемпионате мира UCI по пара-велоспорту на треке 2019 года, проходившем в Апелдорне (Нидерланды), Бангма и Патрик Бос выиграли бронзовую медаль в мужской гонке на время В.

### Паралимпиада 2020
Выиграл золотую медаль в индивидуальной гонке преследования B среди мужчин на летних Паралимпийских играх 2020 года в Токио (Япония), вместе со своим зрячим пилотом Патриком Босом.